# Pseudobagrus ondon
Pseudobagrus ondon är en fiskart som beskrevs av Shaw, 1930. Pseudobagrus ondon ingår i släktet Pseudobagrus, och familjen Bagridae. IUCN kategoriserar arten globalt som livskraftig. Inga underarter finns listade.
Arten är endemisk i Kina och förekommer bland annat i Gula floden och Huaifloden.